# Schweizer Fussballmeisterschaft 1958/59
Die 62. Schweizer Fussballmeisterschaft fand 1958/59 statt. Der Schweizer Meister in dieser Saison hiess BSC Young Boys.

## Nationalliga A
| Pl. | Verein                  | Sp. | S  | U  | N  | Tore    | Diff. | Punkte |
| --- | ----------------------- | --- | -- | -- | -- | ------- | ----- | ------ |
| 1.  | BSC Young Boys          | 26  | 16 | 6  | 4  | 079:420 | +37   | 38     |
| 2.  | FC Grenchen             | 26  | 12 | 8  | 6  | 057:390 | +18   | 32     |
| 3.  | FC Zürich               | 26  | 14 | 2  | 10 | 055:450 | +10   | 30     |
| 4.  | Grasshopper Club Zürich | 26  | 12 | 6  | 8  | 063:540 | +9    | 30     |
| 5.  | Lausanne-Sports         | 26  | 11 | 7  | 8  | 040:410 | −1    | 29     |
| 6.  | FC Basel                | 26  | 11 | 5  | 10 | 054:480 | +6    | 27     |
| 7.  | FC La Chaux-de-Fonds    | 26  | 8  | 10 | 8  | 044:440 | ±0    | 26     |
| 8.  | FC Luzern               | 26  | 8  | 10 | 8  | 040:450 | −5    | 26     |
| 9.  | Servette FC Genève      | 26  | 10 | 4  | 12 | 070:580 | +12   | 24     |
| 10. | FC Chiasso              | 26  | 10 | 4  | 12 | 048:610 | −13   | 24     |
| 11. | FC Lugano               | 26  | 6  | 11 | 9  | 027:330 | −6    | 23     |
| 12. | AC Bellinzona           | 26  | 8  | 6  | 12 | 038:570 | −19   | 22     |
| 13. | Urania Genève Sport     | 26  | 6  | 7  | 13 | 041:500 | −9    | 19     |
| 14. | Young Fellows Zürich    | 26  | 5  | 4  | 17 | 033:720 | −39   | 14     |

- Urania Genève Sport und die Young Fellows Zürich stiegen in die NLB ab.

## Nationalliga B
| Pl. | Verein             | Sp. | S  | U | N  | Tore    | Diff. | Punkte |
| --- | ------------------ | --- | -- | - | -- | ------- | ----- | ------ |
| 1.  | FC Winterthur      | 26  | 18 | 2 | 6  | 070:320 | +38   | 38     |
| 2.  | FC Biel-Bienne     | 26  | 16 | 4 | 6  | 070:340 | +36   | 36     |
| 3.  | Cantonal Neuchâtel | 26  | 14 | 4 | 8  | 064:500 | +14   | 32     |
| 4.  | FC Sion            | 26  | 12 | 5 | 9  | 047:520 | −5    | 29     |
| 5.  | Vevey-Sports       | 26  | 11 | 5 | 10 | 057:440 | +13   | 27     |
| 6.  | FC Bern            | 26  | 10 | 7 | 9  | 035:410 | −6    | 27     |
| 7.  | FC Schaffhausen    | 26  | 9  | 6 | 11 | 062:540 | +8    | 24     |
| 8.  | Lengnau BE         | 26  | 10 | 4 | 12 | 049:530 | −4    | 24     |
| 9.  | FC Aarau           | 26  | 10 | 4 | 12 | 032:390 | −7    | 24     |
| 10. | FC Fribourg        | 26  | 9  | 6 | 11 | 031:380 | −7    | 24     |
| 11. | FC Thun            | 26  | 8  | 8 | 10 | 045:580 | −13   | 24     |
| 12. | Yverdon-Sport FC   | 26  | 7  | 8 | 11 | 044:550 | −11   | 22     |
| 13. | Concordia Basel    | 26  | 6  | 7 | 13 | 042:710 | −29   | 19     |
| 14. | FC Solothurn       | 26  | 6  | 2 | 18 | 041:680 | −27   | 14     |

- Der FC Winterthur und der FC Biel-Bienne stiegen in die NLA auf.
- Concordia Basel und der FC Solothurn stiegen in die 1. Liga ab.

## Schweizer Clubs im Europacup

### Europapokal der Landesmeister

#### Vorrunde
|                | Gesamt |                   | Hinspiel | Rückspiel |
| -------------- | ------ | ----------------- | -------- | --------- |
| BSC Young Boys | *      | Manchester United |          |           |

#### 1. Runde
|              | Gesamt |                | Hinspiel | Rückspiel |
| ------------ | ------ | -------------- | -------- | --------- |
| MTK Budapest | 2:6    | BSC Young Boys | 1:2      | 1:4       |

#### Viertelfinal
|                | Gesamt |                           | Hinspiel | Rückspiel |
| -------------- | ------ | ------------------------- | -------- | --------- |
| BSC Young Boys | 2:2    | SC Wismut Karl-Marx-Stadt | 2:2      | 0:0       |

##### Entscheidungsspiel
|                | Ergebnis |                           |
| -------------- | -------- | ------------------------- |
| BSC Young Boys | 2:1      | SC Wismut Karl-Marx-Stadt |

#### Halbfinal
Die Hinspiele fanden am 15./23. April, die Rückspiele am 13./7. Mai 1959 statt.
|                | Gesamt |             | Hinspiel | Rückspiel |
| -------------- | ------ | ----------- | -------- | --------- |
| BSC Young Boys | 1:3    | Stade Reims | 1:0      | 0:3       |